# Museo Municipal de Algeciras
El museo Municipal de Algeciras se encuentra ubicado en el Hospital de la Caridad de la Villa Nueva de la ciudad de Algeciras. Es gestionado por la delegación de Cultura del ayuntamiento de la ciudad y alberga una importante colección de piezas arqueológicas localizadas en diferentes yacimientos de la ciudad así como departamentos dedicados a la investigación arqueológica, restauración y difusión.

## Creación de la Comisión Pro-museo
El antecedente de esta entidad fue la Comisión Pro-Museo Histórico-Arqueológico creada por aficionados locales a la arqueología que recolectaban piezas procedentes de escombreras de obras y realizaban labores de localización de yacimientos y difusión del patrimonio. Cuando en 1981 se creó el museo de Algeciras los fondos de esta Comisión Pro-Museo pasaron a formar a formar parte de él aunque tuvieron que esperar unos años para que tener una sede en la cual exponerse.

## La Casa de los Guardeses
La primera sede permanente del museo municipal fue inaugurada en 1995 tras la restauración y habilitación para fines museísticos de la Casa de los Guardeses, la antigua vivienda de arquitectura colonialista inglesa destinada al servicio de la Villa Smith y construida alrededor de 1919 junto al actual parque de las Acacias, en la Villa Vieja.
La exposición de arqueología se encontraba distribuida en seis salas destinadas a las colecciones correspondientes a la Prehistoria, Edad Antigua, Edad Media (la ciudad árabe), Edad Media (la ciudad castellana) en la planta baja y Edad Moderna y Edad Contemporánea en la primera planta.
La sala de exposición de Arte sacro fue inaugurada en 1999 tras una profunda restauración de la Capilla del Cristo de la Alameda, del siglo XVIII, que hasta el momento se había utilizado como taller de reparación de vehículos. En sus cuatro salas se expuso una colección de objetos litúrgicos entre los que se encontraba la Custodia Procesional del Corpus Christi o pinturas religiosas como una representación de Santo Domingo de Guzmán, del taller de Zurbarán.
En 2009, tras la puesta en valor de los restos de las murallas medievales de la localidad en el parque arqueológico de las Murallas Merinies, se inauguró en la avenida Blas Infante el centro de interpretación de la cultura andalusí que alberga parte de los fondos recuperados en las excavaciones llevadas a cabo desde 1997 en la Puerta del Fonsario y en cementerio adyacente.

## El Hospital de la Caridad

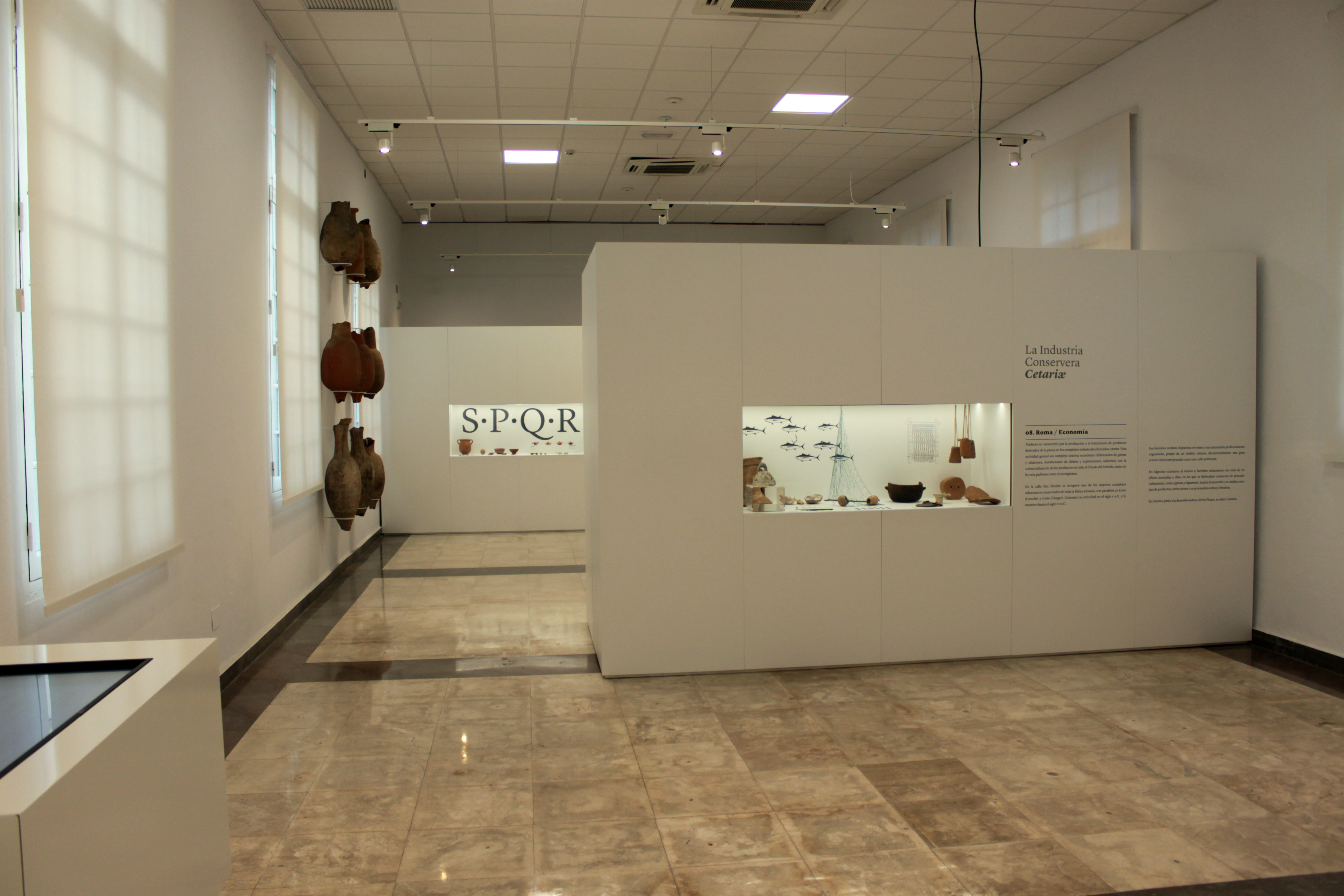
Sala romana.

Durante el año 2015 se llevó a cabo la adaptación del antiguo Hospital de la Caridad para albergar todos los fondos museísticos de la ciudad. De este modo se procedió a adaptar el edificio eliminando las barreras arquitectónicas, se repuso su cubierta y se reordenaron sus salas para el nuevo uso mediante la financiación del proyecto NAMAE del Programa operativo de cooperación transfronteriza España-Fronteras Exteriores y del Instituto de empleo y desarrollo tecnológico de la Diputación provincial de Cádiz. 
El nuevo museo posee cuatro salas expositivas en su planta baja dedicadas a la Prehistoria, Edad Antigua, loza y azulejos y etnología, además de una sala polivalente. Las seis salas de la primera planta están dedicadas a la Edad Media, Edad Moderna, Edad Contemporánea, Arte sacro, Bellas artes e historia del propio edificio además de las salas de exposiciones temporales Ramón Puyol y Rafael Argelés, la sala de actividades, la biblioteca y sala de consulta. En la segunda planta se localizan las oficinas de administración, restauración y el almacén.